# Габер (област Добрич)
 За другото българско село вижте Габер (Софийска област).  
Габер е село в Североизточна България. То се намира в община Крушари, област Добрич.

## Население
Преброяване на населението през 2011 г.
Численост и дял на етническите групи според преброяването на населението през 2011 г.:
|                     | Численост | Дял (в %) |
| Общо                | 110       | 100,00    |
| Българи             | 0         | 0,00      |
| Турци               | 96        | 87,27     |
| Цигани              | 12        | 10,90     |
| Други               | 0         | 0,00      |
| Не се самоопределят | 0         | 0,00      |
| Неотговорили        | 2         | 1,81      |